# Tria nomina
Tria nomina (latin, = "tre navne") betegner den romerske skik med at mandlige borgere bærer tre navne, f.eks. Gajus Julius Cæsar eller Marcus Tullius Cicero:
- 1. Prænomen ("fornavn"). Der er et lille udvalg af fornavne: Aulus (A.), Appius (App.), Gajus (C.), Gnæus (Cn.), Decimus (D.), Lucius (L.), Marcus (M.), Manius (M’.), Publius (P.), Quintus (Q.), Servius (S.), Sextus (Sex.), Spurius (Sp.), Titus (T.) og Tiberius (Ti./Tib.).
- 2. Nomen gentile ("slægtsnavn"). Et navn, der er fælles for en række familier, og som nærmest er et slags klansnavn, f.eks. Cornelius, Claudius eller Julius.
- 3. Cognomen ("tilnavn"). Et navn, der er specifikt for den enkelte slægtslinje. Navnet er ofte beskrivende på en djærvt-humoristisk måde, idet det f.eks. fremhæver fysiske egenskaber hos den forfader, der første gang fik tilnavnet, f.eks. Cicero 'ærten', Naso 'næsen'.

Hvor de to sidste navne var fælles for alle familiens medlemmer, var det første navn personligt, idet den førstfødte søn typisk fik det samme fornavn som faderen.
Kvinder fik normalt ikke et særligt fornavn, men blev kaldt ved familienavnet, f.eks. Julia eller ved en kæleform dannet hertil, f.eks. Tulliola. Kvinder beholdt deres eget navn i ægteskabet, men både sønner og døtre fik faderens navn.
Ved adoption fik en mand sin adoptivfaders tre navne, men bar ofte en afledning af sit oprindelige nomen gentile som et ekstra tilnavn, f.eks. Gajus Julius Cæsar Octavianus (= Augustus, adopteret af Gajus Julius Cæsar, men biologisk søn af Gajus Octavius).